# 御着郵便局
御着郵便局（ごちゃくゆうびんきょく）は、兵庫県姫路市にある郵便局。民営化前の分類では集配普通郵便局であった。

## 概要
住所：〒671-0299 兵庫県姫路市御国野町御着783-2

## 沿革
- 1872年（明治5年）旧7月 - 御着郵便取扱所として開設[1]。
- 1875年（明治8年）1月1日 - 御着郵便局（五等）となる。
- 1885年（明治18年）10月1日 - 貯金取扱を開始。
- 1890年（明治23年）12月16日 - 為替取扱を開始。
- 1965年（昭和40年）8月29日 - 電話交換および和文電報配達、国内欧文電報受付配達および国際電報受付配達業務を姫路電報電話局に移管[2]。
- 1968年（昭和43年）11月16日 - 特定郵便局から普通郵便局に局種別改定。
- 2000年（平成12年）8月14日 - 外国通貨の両替および旅行小切手の売買に関する業務取扱を開始。
- 2007年（平成19年）10月1日 - 民営化に伴い、併設された郵便事業御着支店に一部業務を移管。
- 2012年（平成24年）10月1日 - 日本郵便株式会社発足に伴い、郵便事業御着支店を御着郵便局に統合。

## 取扱内容
- 郵便、印紙、ゆうパック、内容証明
- 貯金、為替、振替、振込、国際送金、国債、投資信託
- 生命保険、バイク自賠責保険、自動車保険、がん保険
- 地方公共団体事務（兵庫県住宅再建共済基金利用申込取次事務）
- ゆうちょ銀行ATM
- 姫路市内の一部地域（〒671-02xxの地域）の集配業務
- ゆうゆう窓口

## 周辺
- 播磨国分寺跡

## アクセス
- JR山陽本線（JR神戸線） 御着駅から徒歩約7分
- 神姫バス 御着停留所もしくは御着駅前停留所下車
- 播但連絡道路 花田ICから南へ約2km
- 国道2号沿い
- 駐車場あり：8台